# Kobîleșciîna, Nosivka
Kobîleșciîna (în ucraineană Кобилещина) este un sat în comuna Cervoni Partîzanî din raionul Nosivka, regiunea Cernihiv, Ucraina.

## Demografie
Componența lingvistică a localității Kobîleșciîna
     Ucraineană (100%)
Conform recensământului din 2001, toată populația localității Kobîleșciîna era vorbitoare de ucraineană (100%).